# Oblast Tomsk
Koordinaten: 58° 20′ N, 82° 13′ O
Die Oblast Tomsk (russisch Томская область/ Tomskaja oblast) ist eine Oblast in Russland.
Die Oblast liegt im Südosten des Westsibirischen Tieflandes. Sie erstreckt sich entlang des Ob und seiner Nebenflüsse Tschulym und Ket. Große Teile der Oblast sind bewaldet und liegen in der Taiga. Die Oblast Tomsk grenzt im Nordwesten an den Autonomen Kreis der Chanten und Mansen, im Osten an die Region Krasnojarsk, im Südosten an die Oblast Kemerowo, im Süden an die Oblast Nowosibirsk und im Westen an die Oblast Omsk und für einige wenige Kilometer an die Oblast Tjumen.

## Geschichte und Wirtschaft
Die Region Tomsk war seit der Metallzeit mit einer vielfältigen Kulturgeschichte besiedelt. Die Geschichte der russischen Besiedlung begann 1604 mit der Gründung der Stadt Tomsk. Mit der Entdeckung von Goldminen in den 1830er Jahren und dem Anschluss an die Transsibirische Eisenbahn Anfang des 20. Jahrhunderts wuchs die Bevölkerung rapide an. Die Oblast wurde 1944 gegründet.
Die Förderung von Erdöl und Erdgas haben einen wichtigen Stellenwert. Die Industrie ist von der petrochemischen Industrie und der Holzverarbeitung geprägt.
Gouverneur der Oblast ist seit 2022 Wladimir Masur.

## Bevölkerung
Die russischen Volkszählungen der Jahre 2002 und 2010 ergaben eine Bevölkerungszahl von 1.046.039 (im Jahr 2002) respektive 1.047.394 (2010) Bewohnern. Somit stieg die Einwohnerzahl in diesen acht Jahren um 1355 Personen (+0,13 %). In Städten wohnten 2010 735.667 Menschen. Dies entspricht 70,24 % der Bevölkerung (in Russland 73 %). Bis zum 1. Januar 2014 stieg die Zahl der Einwohner weiter auf 1.070.128 Menschen. Die Gesamtbevölkerung verteilt sich auf folgende Volksgruppen:
| Nationalität    | VZ 1989   | Prozent | VZ 2002   | Prozent | VZ 2010   | Prozent |
| --------------- | --------- | ------- | --------- | ------- | --------- | ------- |
| Russen          | 883.767   | 88,23   | 950.222   | 90,84   | 922.723   | 88,10   |
| Tataren         | 20.812    | 2,08    | 20.145    | 1,93    | 17.029    | 1,63    |
| Ukrainer        | 25.799    | 2,58    | 16.726    | 1,60    | 11.254    | 1,07    |
| Deutsche        | 15.541    | 1,55    | 13.444    | 1,29    | 8.687     | 0,83    |
| Aserbaidschaner | 2.752     | 0,27    | 4.354     | 0,42    | 4.178     | 0,40    |
| Tschuwaschen    | 7.827     | 0,78    | 5.881     | 0,56    | 3.997     | 0,38    |
| Usbeken         | 3.328     | 0,33    | 1.626     | 0,16    | 3.924     | 0,37    |
| Belarussen      | 9.135     | 0,91    | 5.294     | 0,51    | 3.336     | 0,32    |
| Armenier        | 1.407     | 0,14    | 2.336     | 0,22    | 2.801     | 0,27    |
| Kasachen        | 2.037     | 0,20    | 1.215     | 0,12    | 1.705     | 0,16    |
| Einwohner       | 1.001.653 | 100,00  | 1.046.039 | 100,00  | 1.047.394 | 100,00  |

Anmerkung: Die Anteile beziehen sich auf Gesamtzahl der Einwohner einschließlich des Personenkreises, der keine Angaben zu seiner ethnischen Zugehörigkeit gemacht hat (2002 715 resp. 2010 45.016 Personen)
Die Bevölkerung des Gebiets besteht zu etwa 90 % aus Russen. Tataren, Ukrainer und Russlanddeutsche (1959: 21.158 Personen) sind die bedeutendsten ethnischen Minderheiten in der Oblast Tomsk. Die Zahl der Ukrainer, Russlanddeutschen (1959: 21.152 Personen), Tschuwaschen, Belarussen, Baschkiren (1989: 2280; 2010: 1656) und Mordwinen (1989: 2574; 2010: 1109) sinkt stark. Aus dem Nordkaukasus, Transkaukasus und Zentralasien wanderten dagegen seit dem Ende der Sowjetunion einige Tausend Menschen zu, neben den oben aufgeführten Nationalitäten auch Kirgisen (1989: 856; 2010: 1427 Personen). Jedoch war die Zuwanderung weit geringerer als in anderen russischen Gebieten.
Die Urbevölkerung, die Selkupen, sind nur noch eine kleine Minderheit, die durch Assimilation ständig kleiner wird. Bei den Volkszählungen wurden 1959 noch 2064 Personen dieser Volksgruppe ermittelt, 2010 waren es nur noch 1181.

## Verwaltungsgliederung und Städte
Die Oblast Tomsk gliedert sich in 16 Rajons und 4 Stadtkreise.
Die größten Städte sind Tomsk und dessen „geschlossene“ Satellitenstadt (SATO) Sewersk. Es gibt weitere vier Städte und eine Siedlung städtischen Typs.

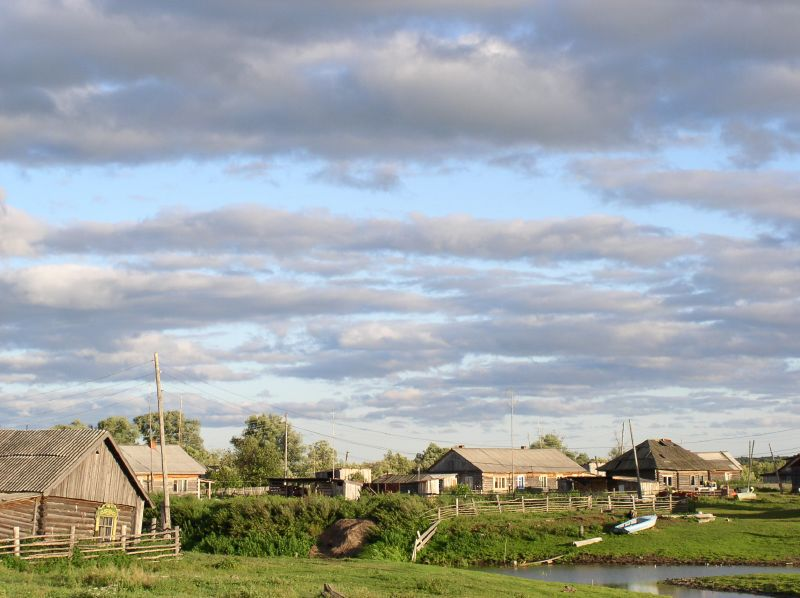
Dorf in der Oblast Tomsk (Iwankino)

| Stadt*/Städt. Siedlung | Russischer Name | Rajon         | Einwohner |
| ---------------------- | --------------- | ------------- | --------- |
| Assino*                | Асино           | Assino        | 26.839    |
| Bely Jar               | Белый Яр        | Werchneketski | 8.599     |
| Kedrowy*               | Кедровый        | Stadtkreis    | 2.541     |
| Kolpaschewo*           | Колпашево       | Kolpaschewo   | 24.704    |
| Sewersk*               | Северск         | Stadtkreis    | 106.910   |
| Streschewoi*           | Стрежевой       | Stadtkreis    | 45.177    |
| Tomsk*                 | Томск           | Stadtkreis    | 508.604   |